# بني الشاعر (أسلم)

تعديل مصدري - تعديل

بني الشاعر هي إحدى قرى عزلة أسلم الوسط بمديرية أسلم التابعة لمحافظة حجة، بلغ تعداد سكانها 409 نسمة حسب تعداد اليمن لعام 2004.